# ليو يونغفو
ليو يونغفو (1837 - 1917)، هو أمير حرب صيني وقائد جيش العلم الأسود. اكتسب ليو الشهرة باعتباره وطنيًا صينيًا يُقاتل ضد الإمبرطورية الفرنسية في شمال فيتنام ( تونكين ) في سبعينيات القرن التاسع عشر وأوائل ثمانينيات من القرن التاسع عشر. خلال الحرب الصينية الفرنسية.(أغسطس 1884 - أبريل 1885)؛ أقام صداقة وثيقة مع رجل الدولة الصيني، والجنرال تانغ جينغ سونغ، وفي عام 1895 ساعد تانغ في تنظيم مقاومة الغزو الياباني لتايوان. خلف تانغ في منصب الرئيس الثاني والأخير لجمهورية فورموزا (5 يونيو - 21 أكتوبر 1895).